# 水晶镇 (亚利桑那州)
水晶镇（英文：Quartzsite），是美国亚利桑那州拉巴斯县下属的一座城市。面积约为36.72平方英里（约合95.1平方公里）。根据2010年美国人口普查，该市有人口3,677人，人口密度为100.1/平方英里。在建制上，该市属于“Town”。